# Château de Kwidzyn
Le château de Kwidzyn est un château médiéval des évêques de Pomésanie situé à Kwidzyn en Pologne.

## Historique
La construction du château débute en 1233. Durant son existence la forteresse a été plusieurs fois agrandie et partiellement démontée. Entre les XVIe et XIXe siècles, lorsqu'il connaît son plus grand essor, le château constitue un bâtiment régulier, de quatre ailes avec un cloître. Chaque angle de la forteresse se voit construire une tour surmontée d'un toit à quatre pentes, à l'exception de la tour du côté sud-est, haute de 59 mètres qui est également le clocher de la cathédrale. Au tournant des XVIIIe et XIXe siècles le château est partiellement démontée par les autorités prussiennes. Lors du démontage le château perd l'aile est ainsi que l'aile sud dans laquelle se trouvait le réfectoire.
L'élément caractéristique du château est la tour défensive servant également de latrines, située à 55 mètres de l'aile ouest. C'est la plus grande tour de tout l'État monastique des chevaliers teutoniques,.
Classé monument historique il abrite actuellement un musée.

## Collections
- œuvres d'art :
  - Vaisselle en porcelaine des XVIIIe et XIXe siècles, vaisselle en verre du XIXe siècle, des tableaux du XVIIe siècle, une caisse en bois de chêne du XIVe siècle ainsi que des meubles et pièces de monnaie anciennes.

- Trouvailles archéologiques :
  - Vaisselle en céramique, outils en silex de l'âge de la pierre, bijoux en ambre.

- collection ethnographique :

placard à deux portes de 1789, caisse de 1802, chaise de 1804 et autres.
- collection naturelle :

papillons, œufs d'oiseaux, os de la baleine boréale, crâne d'aurochs (le mieux conservé en Pologne), ainsi qu'une molaire de mammouth.